# City Airport Train
Il City Airport Train (CAT) è un servizio ferroviario che collega la stazione di Vienna Mitte all'aeroporto di Schwechat.
Il servizio percorre gli stessi binari della linea suburbana S-Bahn 7, ma impiega solo 16 minuti, invece dei 25 necessari per la S7. Ogni ora ci sono due partenze nelle due direzioni. 

Logo del City Airport Train

## Stazioni
Il CAT ha il suo capolinea viennese alla stazione CAT di Invalidenstraße/Marxer Brücke nell'edificio della stazione Wien-Mitte, dove c'è un collegamento con le linee della metropolitana U3 e U4, e non si ferma fino all'aeroporto.

## Funzionamento
Il CAT è gestito dalla City Air Terminal Betriebsgesellschaft m.b.H, che appartiene al 50,1% all'Aeroporto di Vienna-Schwechat e al 49,9% alle Ferrovie Federali Austriache. La società è stata costituita nel 2002 e il primo treno ha circolato il 14 dicembre 2003.
I treni sono composti da tre carrozze a due piani, compresa una carrozza pilota, e possono ospitare 243 passeggeri.
A causa della crisi sanitaria legata al Covid-19 e della riduzione del traffico aereo, l'attività del CAT è stata sospesa dal 19 marzo 2020 al 29 marzo 2022.

## Servizi
I passeggeri CAT possono effettuare il check-in per il loro volo e consegnare i bagagli al City Air Terminal. Questa opzione è ora offerta su circa l'80% dei voli. Il check-in in città è disponibile fino a 75 minuti prima della partenza e, in molti casi, con 24 ore di anticipo. Le compagnie aeree che offrono il check-in in città includono Austrian Airlines, Brussels Airlines, Bulgaria Air, Croatia Airlines, Eurowings, Lufthansa, Luxair, Norwegian, Swiss, TAP Air Portugal e Wizz Air. Dopo il check-in in città, il bagaglio è di responsabilità della compagnia aerea interessata e viene trasferito automaticamente all'aeroporto.
Nel terminal City Air e in aeroporto si trovano banchi informazioni molto frequentati. Anche il personale ferroviario è a disposizione in ogni treno per rispondere alle domande e controllare o vendere i biglietti.
Il CAT offre corridoi particolarmente ampi, ampio spazio per i bagagli, Wi-Fi gratuito, prese di corrente e schermi televisivi sul treno, che forniscono ai visitatori informazioni su Vienna. A bordo del treno e nelle stazioni è disponibile un'ampia gamma di quotidiani e riviste, nonché riviste gratuite.
I biglietti possono già essere prenotati online sul sito www.cityairporttrain.com o presso le biglietterie CAT al City Air Terminal di Wien Mitte e all'aeroporto di Vienna.

## Opzione Biglietto
I biglietti per il City Airport Train (CAT) possono essere acquistati presso i banchi informazioni, le biglietterie automatiche, sul treno o in anticipo online. Sono disponibili biglietti singoli e di andata e ritorno, al costo rispettivamente di 14,90 euro e 24,90 euro. È anche possibile acquistare un biglietto combinato per il CAT e un biglietto individuale per Vienna, valido per 24, 48 o 72 ore.
Grazie alla collaborazione con ÖBB, VOR e Wiener Linien e al KlimaTicket, i possessori di un abbonamento annuale Wiener Linien, di un KlimaTicket o di una tessera sconto ÖBB, nonché del Top-Jugendticket e della tessera semestrale Wiener Linien possono utilizzare il CAT a un prezzo ridotto di oltre il 50%. I biglietti CAT scontati costano quindi 7 euro (andata) e 12 euro (ritorno). La categoria dei treni è un prodotto premium con una struttura di prezzi corrispondente. I bambini sotto i 15 anni viaggiano gratuitamente.